# Гармоні (округ Вернон, Вісконсин)
Гармоні (англ. Harmony) — місто (англ. town) в США, в окрузі Вернон штату Вісконсин. Населення — 882 особи (2020).

## Демографія
Згідно з переписом 2010 року, у місті мешкало 755 осіб у 266 домогосподарствах у складі 208 родин. Було 308 помешкань
Расовий склад населення:
| - 98,1 % — білих - 0,1 % — чорних або афроамериканців - 0,1 % — азіатів |

До двох чи більше рас належало 1,5 %. Частка іспаномовних становила 1,5 % від усіх жителів.
За віковим діапазоном населення розподілялося таким чином: 28,6 % — особи молодші 18 років, 60,1 % — особи у віці 18—64 років, 11,3 % — особи у віці 65 років та старші. Медіана віку мешканця становила 40,6 року. На 100 осіб жіночої статі у місті припадало 99,7 чоловіків; на 100 жінок у віці від 18 років та старших — 106,5 чоловіків також старших 18 років.
Середній дохід на одне домашнє господарство становив 65 103 долари США (медіана — 51 417), а середній дохід на одну сім'ю — 74 260 доларів (медіана — 56 500). Медіана доходів становила 36 625 доларів для чоловіків та 46 667 доларів для жінок. За межею бідності перебувало 33,6 % осіб, у тому числі 58,6 % дітей у віці до 18 років та 3,1 % осіб у віці 65 років та старших.
Цивільне працевлаштоване населення становило 279 осіб. Основні галузі зайнятості: освіта, охорона здоров'я та соціальна допомога — 24,7 %, будівництво — 17,2 %, сільське господарство, лісництво, риболовля — 16,1 %.